# Узу
Узу (правопис за арабски по Американската система BGN Ūzū и Uzu) е село в Чад, регион Борку-Енеди-Тибести, близо до границата с Либия (т. нар. „линия Аозу“). Това е едно от най-малките и най-сухите населени места в страната, и се намира почти в сърцето на Сахара. Узу е разположено в планинския масив Тибести, и средната му надморска височина е 886 m. По-голямата част от населението принадлежи на етническата група Тубу – коренни жители на пустинята.
- Статистика за Узу

| Портал | Портал „Африка“ съдържа още много статии, свързани с Африка. Можете да се включите към Уикипроект „Африка“. |